# 샬로우치

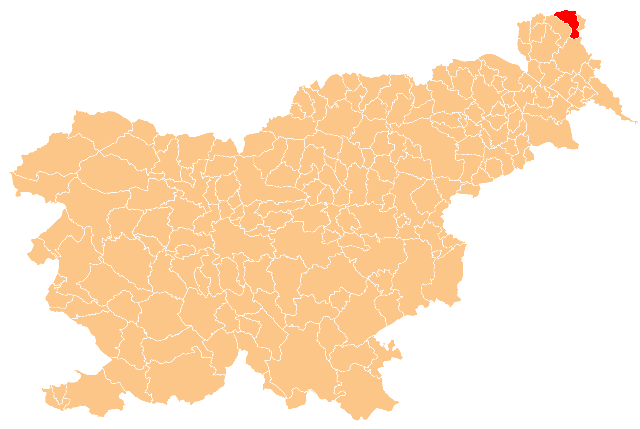
샬로우치의 위치

샬로우치(슬로베니아어: Šalovci, 헝가리어: Sal 셜[*], 독일어: Schabing 샤빙[*])는 슬로베니아의 도시로 면적은 58.2km2, 인구는 1,718명(2002년 기준), 인구 밀도는 29.5명/km2이다.